# Tabasco-Prozesse

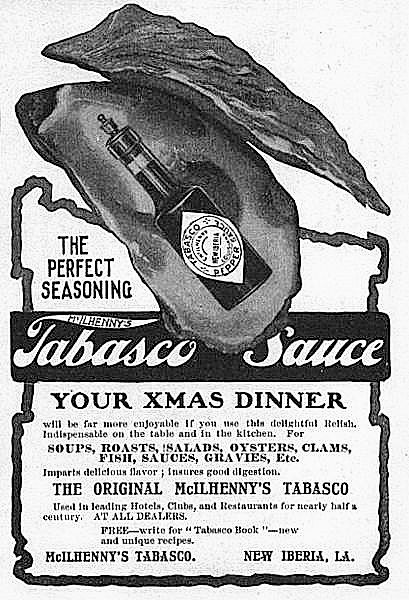
Werbung für Tabasco-Sauce, 1905.

Die Tabasco-Prozesse sind diverse Rechtsstreite, die die Firma McIlhenny Co., Hersteller der Tabascosauce bis 1920 führte. Streitpunkte der Prozesse waren die Herstellungsmethode, Name und auch Verpackungsdesign der scharfen Würzsauce, die seit 1868 durch die Firma hergestellt wird. Gerade das sich in dieser Zeit entwickelnde Markenschutzrecht der USA führte zu einigen widersprüchlichen Urteilen sowie Grundsatzentscheidungen. Letztendlich wurde der Firma McIlhenny Co. das alleinige Recht zugesprochen, Saucen mit dem Namen „Tabascosauce“ zu verkaufen.

## Die Prozesse
Als im Laufe der Zeit die Tabascosauce der Firma McIlhenny Co. an Beliebtheit gewann, versuchten Mitbewerber, am Erfolg der Sauce teilzuhaben. Daraus entwickelten sich teilweise langwierige Streitfälle, die meist vor Gericht endeten. Ein häufiger Streitpunkt war dabei die Herstellungsmethode, die im Jahr 1870 von McIlhenny patentiert wurde. Es ist nachweisbar, dass bereits 1864 – also 4 Jahre vor der Herstellung der ersten Tabascosauce durch Edmund McIlhenny – eine Sauce unter dem Namen „Maunsel White's Concentrated Essence of Tobasco Pepper“ verkauft wurde. Maunsel White, der 1863 starb, hatte bereits längere Zeit vorher ein eigenes Rezept zur Herstellung einer Sauce aus Chilis erstellt. Die Patentansprüche von McIlhenny Co. wurden jedoch dadurch verteidigt, dass laut den Aufzeichnungen von Maunsel White eine Mischung aus Chilis, Essig und Salz zunächst gekocht wurde, Edmund McIlhenny jedoch eine ungekochte Mischung vergären ließ.
Später wurden durch die Nachfahren Whites Ansprüche auf den Namen „Tabasco“ gestellt, diese wurden abgewiesen, da allgemein die „Maunsel White's Concentrated Essence of Tobasco Pepper“-Sauce nur als „Maunsel White's“ bekannt war und erst 1870 damit begonnen wurde, auch diese Sauce mit dem Begriff „Tabasco“ zu bewerben.
Ein weiterer Streit um den Namen begann um 1898, als ein ehemaliger Angestellter der McIlhenny Co. namens B. F. Trappey die Firma B. F. Trappey and Sons gründete und ebenfalls eine Sauce namens „Tabasco“ herstellte. Der Streit wurde 1906 zugunsten der McIlhenny Co. beigelegt, auf Grundlage des 1905 durch die USA beschlossenen „Trademark Act“ wurde Tabasco zur Handelsmarke der McIlhenny Co.
Da sich das US-amerikanische Markenrecht in dieser Zeit erst entwickelte und Richter oftmals neue Grundsatzurteile über neue Streitfälle zu fällen hatten, kam es auch nach 1906 zu weiteren Verhandlungen über die Verwendung des Namens Tabasco. Einige Mitbewerber hatten den Namen weiterhin benutzt, teilweise sogar das Design der Produkte dem der McIlhenny Co. Sauce nachgeahmt. Die Gerichtsverfahren zogen sich bis 1920, zuvor wurde die Rechtmäßigkeit des Markenbesitzes aus verschiedensten Gründen angezweifelt. Unter anderem wurde entschieden, dass Tabasco zwar eine Herkunftsbezeichnung ist, somit also nicht markenrechtlich schützbar, jedoch in diesem Fall das Wort eine zweite Bedeutung erhalten habe, und damit schützenswert sei. In anderen Streitfällen wurde angezweifelt, ob die durch das damalige Markenrecht vorgeschriebene alleinige Nutzung des Begriffs von mindestens zehn Jahren durch McIlhenny Co. erfüllt wurde.
Das Urteil von 1920 besitzt noch heute Rechtskräftigkeit, McIlhenny Co. darf als einzige Firma Tabascosauce herstellen und so sogar Saucen nennen, die keine Chilis der Sorte Tabasco enthalten. Da jedoch mittlerweile der Patentschutz auf die Herstellungsweise abgelaufen ist, dürfen andere Hersteller auf ähnliche Weise produzierte Saucen verkaufen. Diese werden zumeist mit dem Namen Louisiana Style gekennzeichnet und dürfen den Hinweis tragen, dass sie aus Tabasco-Chilis hergestellt sind.